# Трпеза (Глоговац)
Трпеза (алб. Tërpezë) је насеље у општини Глоговац, Косово и Метохија, Република Србија.

## Становништво
| Демографија | Демографија | Демографија |
| Година      | Становника  | Становника  |
| ----------- | ----------- | ----------- |
| 1948.       | 672         |             |
| 1953.       | 656         |             |
| 1961.       | 812         |             |
| 1971.       | 819         |             |
| 1981.       | 1.036       |             |
| 1991.       | 1.317       |             |